# تيشي ماتسومارو
تيشي ماتسومارو (باليابانية: 松丸 貞一) (مواليد 28 فبراير 1909)، هو لاعب كرة قدم ياباني سابق كان يلعب كلاعب وسط. سبق له أن لعب مع منتخب اليابان.

## وصلات خارجية
- تيشي ماتسومارو على موقع ناشيونال فوتبول تيمز (الإنجليزية)
- National Football Teams
- Japan National Football Team Database